# 山内智一
山内 智一（やまうち ともかず、1977年3月29日 - ）は、日本の元ラグビー選手。現在東洋大学ラグビー部のコーチを務めている。

## プロフィール
- 岩手県宮古市出身。
- 身長178cm、体重82kg
- ポジションはウィング(WTB)、センター(CTB)。

## 経歴
- 宮古高校ラグビー部
- 大東文化大学ラグビー部
- 伊勢丹ラグビー部
- 三洋電機ワイルドナイツ

## 個人タイトル
- ジャパンラグビートップリーグベスト15：1回（2005-2006年）[1]